# Kastanjebekarde
De kastanjebekarde (Pachyramphus castaneus) is een zangvogel uit de familie Tityridae.

## Verspreiding en leefgebied
Deze soort komt wijdverspreid voor in Zuid-Amerika en telt vijf ondersoorten:
- P. c. saturatus: ZO-Colombia, O-Ecuador, N-Peru en NW-Brazilië.
- P. c. intermedius: N-Venezuela.
- P. c. parui: Z-Venezuela.
- P. c. amazonus: NO-Brazilië.
- P. c. castaneus: ZO-Brazilië, O-Paraguay en NO-Argentinië.

## Status
De grootte van de populatie is niet gekwantificeerd maar de soort wordt omschreven als vrij algemeen. Op de Rode lijst van de IUCN heeft deze soort de status niet bedreigd.